# Jumellea brevifolia
Jumellea brevifolia är en orkidéart som beskrevs av Joseph Marie Henry Alfred Perrier de la Bâthie. Jumellea brevifolia ingår i släktet Jumellea och familjen orkidéer. Inga underarter finns listade i Catalogue of Life.